# Dezinfekce

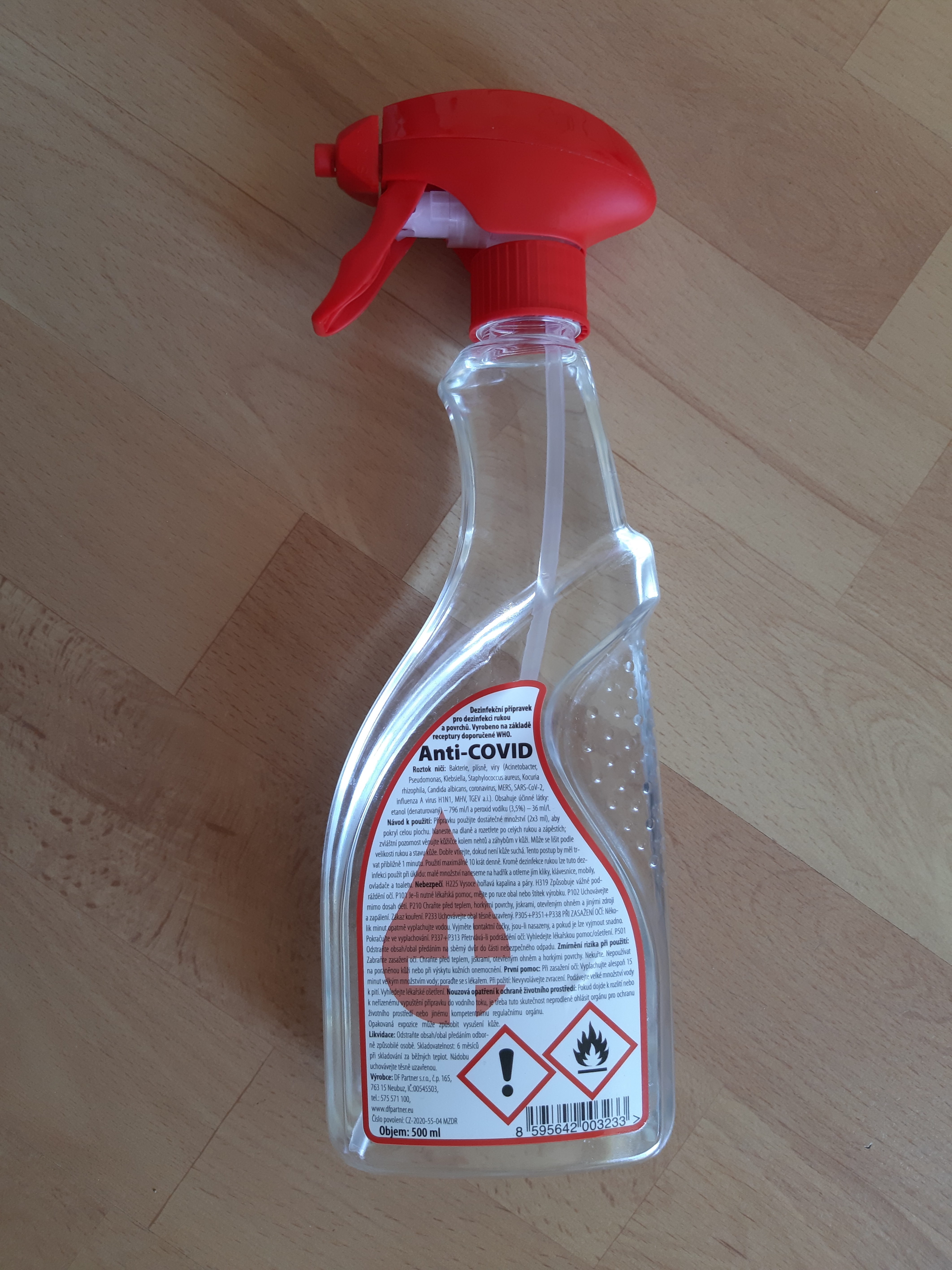
Dezinfekce Anticovid na ruce a povrchy zaměřená proti covidu-19

Dezinfekce je ničení mikroorganismů – ne však nutně jejich spor – pomocí chemických a fyzikálních (např. UV záření, vysoká teplota) metod. Provádí se v místech se zvýšenými nároky na čistotu z důvodu minimalizace nebo zamezení výskytu infekcí (nemocnice, výroba potravin a léčiv). Dezinfekci lze také definovat jako Čištění předmětu od některých nebo všech patogenních organismů, které mohou způsobit infekci.
Dezinfekční látka (též dezinficiens; výrobek obsahující dezinfekční látku a určený k dezinfekci se nazývá dezinfekční přípravek nebo dezinfekční prostředek) je protimikrobiální činidlo, které se aplikuje na neživé předměty za účelem zničení mikroorganismů.
Dezinfekční látky je potřeba odlišovat od antibiotik, která ničí mikroorganismy uvnitř těla, a od antiseptik, ničících mikroorganismy na živých tkáních. Sanitizéry jsou látky, které snižují počet mikroorganismů na bezpečnou úroveň. Jedna z oficiálních a právně závazných verzí říká, že sanitizér musí být schopen zlikvidovat 99,999 % (též snížení 5 log) specifické bakteriální testovací populace, a musí to udělat do 30 sekund. Hlavní rozdíl mezi sanitizérem a dezinficiens je v ředění, dezinficiens musí mít větší schopnost zabíjet patogenní bakterie v porovnání se sanitizérem. Jen velmi málo dezinfekčních látek a sanitizérů dokáže sterilizovat (kompletně odstranit veškeré mikroorganismy), a u těch, které to dokáží, zcela záleží na způsobu aplikace. Proti dezinfekčním látkám jsou nejodolnější bakteriální endospory, ale i některé viry a bakterie mají též určitou toleranci. Užívání dezinfekčních látek také může zhoršovat antibiotickou rezistenci.

## Vlastnosti dezinfekčních látek
Dokonalé dezinficiens by poskytovalo úplnou a dokonalou sterilizaci, bez škodlivosti pro jiné formy života, a bylo by levné a nekorozivní. Ideální dezinfekční látka však neexistuje. Mnoho dezinfekčních látek je z principu potenciálně škodlivých (nebo i toxických) člověku a zvířatům. Je nutno s nimi zacházet s náležitou opatrností. Většina dezinfekčních přípravků se dodává s bezpečnostními instrukcemi na obalu, tyto je potřeba si před použitím důkladně přečíst. Většina moderních dezinfekčních přípravků pro domácnosti obsahuje jako přísadu denatonium-benzoát, extrémně hořkou látku určenou k prevenci před požitím. Pro použití uvnitř objektu se dezinfekční přípravky nesmějí nikdy míchat s jinými čisticími výrobky, protože může dojít k chemické reakci. Dezinfekční přípravky se často používají v nemocnicích, zubních ordinacích, kuchyních a koupelnách k likvidaci infekčních organismů.
Volba dezinfekční látky závisí na konkrétní situaci. Některé mají široké spektrum (zabíjejí téměř všechny mikroorganismy), kdežto jiné sice ničí jen užší škálu patogenních organismů, ale jsou preferovány z jiných důvodů (jsou nekorozivní, nejedovaté nebo levné).
Dezinfekční účinky slunečního (ultrafialového) záření jsou silné. Namísto úplného spoléhání na chemikálie, je základní hygiena –⁠ pilíř potravinové bezpečnosti –⁠ důležitá při úsilí boje proti bakteriím, protože tyto obecně preferují teplé, vlhké a tmavé prostředí. Existují argumenty pro vytváření a udržování podmínek, které nejsou příznivé pro přežívání a množení bakterií, namísto toho, aby byly bakterie ničeny chemicky. Bakterie mají velmi krátký cyklus rozmnožování, proto se mohou velmi rychle množit. Když některé bakterie přežijí chemický útok, přenese se jejich „zkušenost“ na další generaci. Proto se může vyvinout rezistence na příslušné chemikálie. Z tohoto důvodu je otázkou, zda impregnovat oblečení, prkénka na krájení a pracovní plochy baktericidními chemikáliemi.[zdroj?]

## Druhy dezinfekčních látek

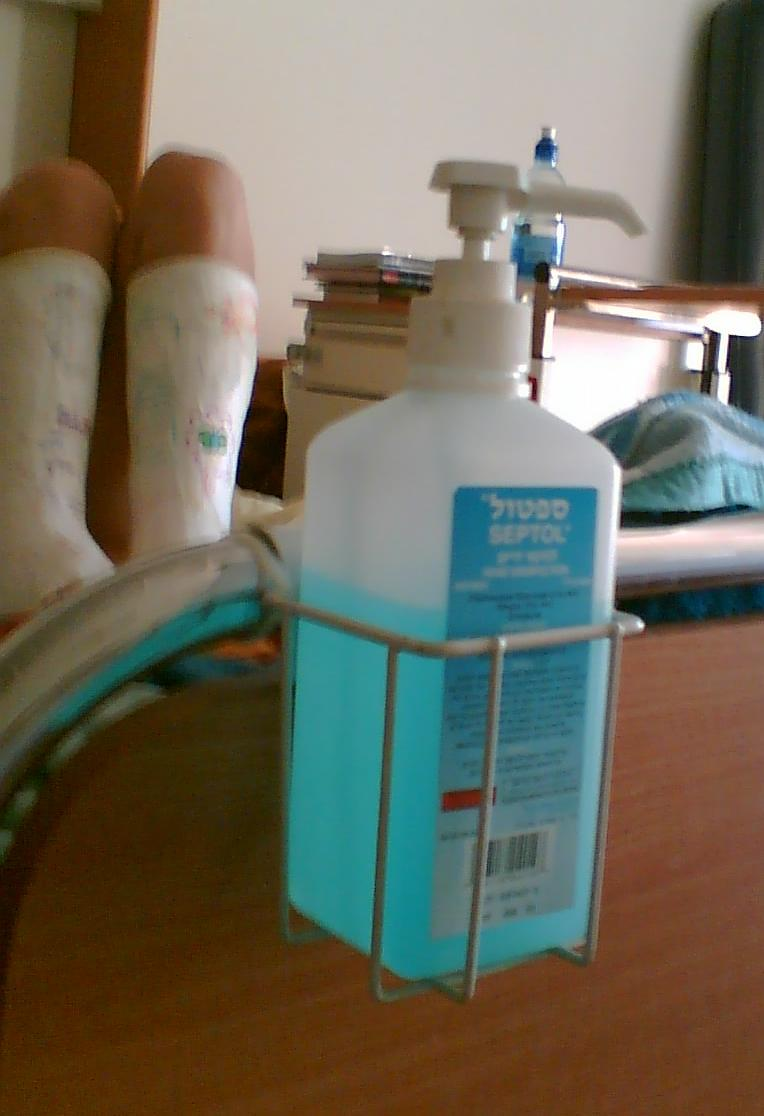
Tekutý dezinfekční přípravek v láhvi připevněné na lůžko v nemocnici

### Alkoholy
Alkoholy, obvykle ethanol nebo isopropanol, se někdy používají jako dezinfekční látky, ale mnohem častěji jako antiseptika (rozdíl je v tom, že je tendence používat alkoholy spíš na živou tkáň než na neživé povrchy). Mají široké spektrum mikrobicidního účinku, nejsou žíravé ani korozivní, ale mohou představovat riziko požáru. Kvůli odpařování také mají omezenou zbytkovou účinnost, což vede ke kratší době působení, a přítomnost organických látek snižuje jejich účinnost. Alkoholy jsou účinnější v kombinaci s čistou vodou –⁠ 70% isopropanol nebo 70% ethanol jsou účinnější než 90% alkohol, protože vyšší obsah vody umožňuje lepší difuzi přes buněčné membrány. Nevýhodou je, že alkoholy nejsou účinné proti rezistentním sporám bakterií a hub.

### Aldehydy
Aldehydy, například glutaraldehyd, mají širokospektrální mikrobicidní účinnost a jsou také sporocidní a fungicidní. Jsou částečně deaktivovány organickými látkami a mají slabou zbytkovou účinnost.
U určitého množství bakterií se vyvinula rezistence proti glutaraldehydu, navíc se objevily případy, že glutaraldehyd způsoboval astma nebo jiná zdravotní rizika, proto se glutaraldehyd nahrazuje ftalaldehydem.

### Oxidační činidla
Oxidační činidla působí prostřednictvím oxidace buněčné membrány mikroorganismů, která vede ke ztrátě struktury, rozkladu buňky a její smrti. Tímto způsobem účinkuje mnoho dezinfekčních látek. Silnými oxidačními činidly jsou chlor a kyslík, proto zde zhusta figurují jejich sloučeniny.
- Chlornan sodný se je velmi často užívanou látkou. Běžné domácí bělidlo je roztok chlornanu sodného a používá se v domácnostech k dezinfekci odpadů, toalet a jiných povrchů. V rozředěnější formě pak nachází použití v plaveckých bazénech a ještě rozředěnější k dezinfekci pitné vody. I když se říká, že se bazény a pitná voda chlorují, dnes se používá chlornan sodný nebo podobná sloučenina, nikoli čistý chlor.
- Používají se i jiné chlornany, například chlornan vápenatý, zvláště jako přísada do plaveckých bazénů. Přídavek chlornanů k vodnému roztoku kyseliny chlorné ho činí skutečně dezinfekční. Někdy se používají i roztoky bromnanů.
- Chloramin se často používá namísto chlornanu do pitné vody, protože produkuje méně vedlejších produktů, které mohou být škodlivé.
- Chloramin T je antibakteriální i poté, co byl uvolněn veškerý obsažený chlor.
- Oxid chloričitý se používá jako moderní dezinficiens k dezinfekci pitné vody. V některých částech světa významně nahrazuje chlor, protože má méně vedlejších produktů. Jako prekurzory pro jeho výrobu se používají chloritan sodný, chlorečnan sodný a chlorečnan draselný.
- Peroxid vodíku se používá v nemocnicích k dezinfekci povrchů. Někdy se míchá s koloidním stříbrem. Často je preferován, protože způsobuje mnohem méně alergických reakcí než jiné dezinfekční látky. Používá se k v konzervárenském průmyslu k dezinfekci obalů. Tříprocentní roztok je běžně používaným antiseptikem. Čerstvé studie však ukázaly, že je peroxid vodíku toxický pro rostoucí buňky (stejně jako pro bakterie); jeho použití jako antiseptika se už nedoporučuje.
- Jod se obvykle rozpouští v organických rozpouštědlech nebo jako Lugolův roztok. Používá se v drůbežárnách –⁠ přidává se do pitné vody pro drůbež. Jodová tinktura se používala jako antiseptikum na drobná kožní poranění, již se ale nedoporučuje kvůli tvorbě jizev a prodlužování času hojení.
- Ozón je plyn, který se přidává do vody k její sanitaci.
- Kyselá elektrolyzovaná voda je silným oxidujícím roztokem vyrobeným elektrolýzou z běžné vody za přítomnosti určitého množství solí, obecně chloridu sodného. Anolyt má typickou hodnotu pH v oblasti 3,5 až 8,5 a oxido-redukční potenciál (ORP) od +600 do +1200 mV. Nejsilnější anolytový dezinfekční roztok je ten, který se tvoří při pH udržovaném v oblasti od 5,0 do 6,3, kdy převažující látkou je kyselina chlorná. Tato dezinfekční látka bezpečná pro životní prostředí je vysoce účinná proti bakteriím, houbám, plísním, sporám a dalším mikroorganismům, a to i při velmi krátkých kontaktních časech. Lze ji aplikovat jako kapalinu, mlhu nebo led.
- Kyselina peroctová je dezinfekční látka vznikají reakcí peroxidu vodíku s kyselinou octovou. Je široce účinná proti mikroorganismům a není deaktivována katalázou ani peroxidázou, enzymy rozkládajícími peroxid vodíku. Rozpadá se na látky bezpečné pro potraviny i životní prostředí (kyselinu octovou a peroxid vodíku) a proto ji lze použít pro bezoplachové aplikace. Kyselinu peroctovou lze používat v širokém rozmezí teplot (0–⁠40 °C), širokém rozmezí pH (3,0–⁠7,5), v procesech clean-in-place (CIP, čištění bez rozebírání), v prostředí s tvrdou vodou, není ovlivňována zbytky bílkovin. Tvoří hlavní součást dezinfekčního přípravku Persteril.
- Kyselina permravenčí je nejjednodušší a nejsilnější perorganická kyselina. Vzniká při reakci peroxidu vodíku a kyseliny mravenčí, reaguje mnohem rychleji a silněji než kyselina peroctová a rozpadá se na vodu a oxid uhličitý. Kyselina permravenčí je výborným oxidujícím biocidem pro veškeré dezinfekční aplikace, s bezpečnými vlastnostmi pro životní prostředí.
- Manganistan draselný (KMnO4, hypermangan) je tmavě fialový krystalický prášek, který barví všechno, čeho se dotkne. Používá se k dezinfekci akvárií. Též se používá u plaveckých bazénů k dezinfekci nohou před vstupem do bazénu –⁠ typicky je vodný roztok KMnO4 v mělkém bazénku, kterým se prochází při vstupu do bazénu. Časté je též použití pro dezinfekci vodních nádrží a studní v tropických zemích nebo pro dezinfekci úst před extrakcí zubů. Ve zředěném roztoku lze také aplikovat na rány; jde o velmi užitečnou dezinfekční látku.
- Hydrogenperoxosíran draselný, základní složka dezinfekčních přípravků Virkon a Chirox[5], je širokospektré dezinficiens používané pro dezinfekci ploch, povrchů zařízení, potrubních systémů, vzduchotechniky a prostoru (ovzduší) v potravinářství a veterinárním lékařství. Ničí bakterie, viry a houby. Používá se v 1% vodném roztoku a po přípravě se uchovává týden. Je to látka drahá, ale velmi účinná. Její růžová barva vyčerpáváním bledne, takže lze snadno rozpoznat, zda je ještě čerstvá.

### Fenolické látky
Fenoly jsou aktivní látky některých dezinfekčních přípravků pro domácnost. Bývají též součástí některých ústních vod, dezinfekčních mýdel a tekutin na mytí rukou.
- Fenol je pravděpodobně nejstarší známé dezinficiens a jako první ho používal Lister, tehdy pod názvem karbolová kyselina. Leptá pokožku a pro citlivější osoby je toxický.
- o-Fenylfenol se často používá místo fenolu, protože je o něco méně leptavý.
- Chloroxylenol je hlavní součástí přípravku Dettol, dezinfekčního prostředku pro domácnost a antiseptika.
- Hexachlorfen je fenolická látka dříve používaná jako baktericidní přísada do prostředků pro domácnost, byl však zakázán pro podezření ze škodlivých účinků.
- Thymol, odvozený od byliny tymiánu, je aktivní látkou jediného[zdroj⁠?!] stoprocentně rostlinného dezinfekčního přípravku v registraci EPA (#74771-1), Benefectu. Je registrován jako „širokospektrý“, nebo též nemocniční, je také jediným[zdroj⁠?!] dezinfekčním přípravkem se zelenou certifikací Environmental Choice.

### Kvartérní amoniové sloučeniny
Kvartérní amoniové sloučeniny (KAS), například benzalkoniumchlorid, jsou velkou skupinou příbuzných látek. Některé z nich se používají jako dezinfekční látky nízké úrovně. Účinkují proti bakteriím, ale nikoli proti některým druhům bakterií Pseudomonas nebo proti bakteriálním sporám. KAS jsou biocidy, které zabíjejí též řasy a používají se jako přísady ve velkých průmyslových vodních systémech k omezení nežádoucí biologické aktivity. Kvartérní amoniové sloučeniny mohou být též účinné proti zapouzdřeným virům.

### Ostatní
Biguanid polymer polyaminopropyl biguanid je specificky baktericidní ve velmi nízkých koncentracích (10 mg/l). Má unikátní způsob účinku: řetězce polymeru se zapracovávají do bakteriální buněčné stěny, narušují membránu a snižují její permeabilitu, což má pro bakterii smrtelný účinek. Též je známo, že se může vázat na bakteriální DNA, měnit její předpis a způsobovat smrtelná poškození. Má velmi nízkou toxicitu pro vyšší organismy, například buňky člověka, které mají mnohem složitější a lépe chránící membrány.
Intenzivní krátkovlnné ultrafialové záření lze používat k dezinfekci hladkých povrchů, například zubních nástrojů, ale nikoli pro porézní materiály, které jsou neprůsvitné, například dřevo nebo pěna. Instalace pro generování ultrafialového záření se často používají v mikrobiologických laboratořích a aktivují se jen v případě, že v místnosti nikdo není (např. v noci).
Dezodorizace –⁠ dezinfekce plynným ozónem nebo ozónovou vodou.

## Relativní účinnost dezinfekčních látek
Jedním ze způsobů porovnávání dezinfekčních látek je porovnávat je s jinými známými dezinfekčními látkami a hodnotit je vzhledem k nim. Standardní je fenol, odpovídající systém hodnocení se nazývá „fenolový koeficient“. Testovaná dezinfekční látka se porovnává s fenolem na standardním mikrobu (obvykle Salmonella typhi nebo Staphylococcus aureus). Dezinfekční látky, které jsou účinnější než fenol (např. chlornan sodný nebo eugenol), mají koeficient větší než jedna. Méně účinné látky (např. resorcinol) mají koeficient menší než jedna.

## Přípravky pro domácnost
Výrazně cenově výhodným dezinfekčním přípravkem je běžně používané „chlorové bělidlo“ (pětiprocentní roztok chlornanu sodného, který je účinný proti většině obvyklých patogenů, včetně obtížně likvidovatelných bakterií tuberkulózy (mycobacterium tuberculosis), virů hepatitidy B a C, hub a antibioticky rezistentních kmenů stafylokoků a enterokoků. Má též určitý účinek proti parazitickým organismům.
Pozitivní je, že ničí nejširší škálu patogenů ze všech levných dezinfekčních látek. Je extrémně účinný proti virům a bakteriím při pokojové teplotě, je běžně dostupný a levný, rychle se rozpadá na neškodné látky (primárně chlorid sodný a kyslík). Mezi negativa patří leptavost pro kůži a oči, zvlášť ve vyšších koncentracích. Jako mnoho běžných dezinfekčních látek, degraduje v přítomnosti organických látek. Má silný zápach, neúčinkuje proti parazitickým prvokům lamblie střevní (Giardia lamblia) a Cryptosporidium.
Je třeba dbát zvláštní opatrnosti, aby přípravek s chlornanem sodným nepřišel do styku s roztokem amoniaku nebo s jakoukoli koncentrovanou kyselinou (např. Kyselinou chlorovodíkovou) –⁠ vyvíjí se nebezpečný plyn (chlor). Je vhodné nepřidávat k těmto přípravkům nic dalšího kromě vody. Zředěný chlornan je většinou osob při kontaktů s pokožkou tolerován, jak dosvědčují dlouhé expozice extrémně zředěnému „chloru“ (dnes typicky chlornanu sodnému nebo vápenatému), kterým jsou děti vystaveny v bazénech.
Pro účinné použití přípravku s chlornanem sodným musí být dezinfikovaný povrch nebo předmět čistý. V koupelně nebo při úklidu po domácích zvířatech je potřeba dát pozor, aby se nejdříve odstranila moč, protože s ní chlornan reaguje za vývinu toxického plynu. Při zředění přípravku vodou 1:20 je účinný jednoduše tak, že se jím povrch omyje a nechá uschnout. Uživatel by měl používat gumové rukavice a ochranné brýle. Je-li podezření na přítomnost parazitických organismů, měl by se přípravek aplikovat v koncentraci 1:1 nebo neředěný. Je třeba extrémní opatrnost, aby roztok nepřišel do styku s očima a sliznicemi. Při aplikaci koncentrovaného chlornanu jsou nezbytné ochranné brýle a dobrá ventilace.
Komerční přípravky s chlornanem mají tendenci během času slábnout, byla-li nádoba otevřena. Starší částečně spotřebované přípravky nemusí mít koncentraci uvedenou na obalu.
Pokud se někdo nechce vystavovat riziku žíravých účinků chlornanových přípravků, přípravky založené na alkoholech jsou dostatečně levné a poměrně bezpečné. Velkou nevýhodou je jejich rychlé vypařování –⁠ někdy lze dostatečně účinné dezinfekce dosáhnout jen ponořením předmětu do roztoku alkoholu.
Použití některých antimikrobiálních látek, například triclosanu, konkrétně v nekontrolovaném domácím prostředí, je kontroverzní, protože může vést k rezistenci mikrobů. Chlornany a alkoholy nezpůsobují rezistenci, protože jsou zcela smrtící, a to přímou fyzikální cestou .